# Grammy Awards 1984
La 26ª edizione dei Grammy Awards si è svolta il 28 febbraio 1984 presso lo Shrine Auditorium di Los Angeles.
Michael Jackson ha stabilito in questa edizione il record di otto premi vinti.

## Vincitori e candidati

### Categorie principali

#### Registrazione dell'anno
- Beat It - Michael Jackson; Michael Jackson e Quincy Jones (produttori)
- Flashdance... What a Feeling - Irene Cara; Giorgio Moroder (produttore)
- Every Breath You Take - The Police; The Police e Hugh Padgham (produttori)
- All Night Long (All Night) - Lionel Richie; Lionel Richie e James Anthony Carmichael (produttori)
- Maniac - Michael Sembello; Phil Ramone e Michael Sembello (produttori)

#### Canzone dell'anno
- Every Breath You Take, scritta da Sting, cantata dai The Police
- All Night Long (All Night), scritta e cantata da Lionel Richie
- Beat It, scritta e cantata da Michael Jackson
- Billie Jean, scritta e cantata da Michael Jackson
- Maniac, scritta da Michael Sembello e Dennis Matkosky, cantata da Michael Sembello

#### Album dell'anno
- Thriller - Michael Jackson
- Let's Dance - David Bowie
- An Innocent Man - Billy Joel
- Synchronicity - The Police
- Flashdance (colonna sonora) - Vari Artisti

#### Miglior artista esordiente
- Culture Club
- Musical Youth
- Men Without Hats
- Big Country
- Eurythmics

### Pop

#### Miglior interpretazione pop vocale femminile
- Irene Cara - Flashdance... What a Feeling
- Sheena Easton - Telefone (Long Distance Love Affair)
- Linda Ronstadt - What's New
- Donna Summer - She Works Hard for the Money
- Bonnie Tyler - Total Eclipse of the Heart

#### Miglior interpretazione pop vocale maschile
- Michael Jackson - Thriller
- Prince - 1999
- Lionel Richie - All Night Long
- Michael Sembello - Maniac
- Billy Joel - Uptown Girl

#### Miglior interpretazione pop vocale di un gruppo/duo
- Every Breath You Take - The Police

### Produzione

#### Produttore dell'anno, non classico
- Michael Jackson e Quincy Jones
- James Anthony Carmichael e Lionel Richie
- Jay Graydon
- Quincy Jones
- Phil Ramone

### R&B

#### Miglior canzone R&B
- Billie Jean, scritta ed eseguita da Michael Jackson
- Electric Avenue, scritta ed eseguita da Eddy Grant
- Ain't Nobody, scritta da Hawk Wolinski, eseguita da Rufus & Chaka Khan
- PYT (Pretty Young Thing), scritta da James Ingram e Quincy Jones, eseguita da Michael Jackson
- Wanna Be Startin' Somethin', scritta ed eseguita da Michael Jackson

#### Miglior interpretazione R&B vocale maschile
- Billie Jean - Michael Jackson

### Rock

#### Miglior interpretazione rock vocale femminile
- Pat Benatar - Love Is a Battlefield
- Joan Armatrading – The Key
- Kim Carnes – Invisible Hands
- Stevie Nicks – Stand Back
- Bonnie Tyler – Faster Than the Speed of Night

#### Miglior interpretazione rock vocale maschile
- Michael Jackson - Beat It
- David Bowie – Cat People (Putting Out Fire)
- Phil Collins – I Don't Care Anymore
- Bob Seger – The Distance
- Rick Springfield – Affair of the Heart

#### Miglior interpretazione rock vocale di un gruppo/duo
- The Police - Synchronicity
- Big Country – In a Big Country
- Huey Lewis and the News – Heart and Soul
- Talking Heads – Burning Down the House
- ZZ Top – Eliminator

### Per l'infanzia

#### Miglior registrazione per bambini
- E.T. l'extra-terrestre - Quincy Jones (produttore), Michael Jackson (artista)

### Videoclip

#### Miglior videoclip
- Girls on Film / Hungry like the Wolf - Duran Duran
- Videosyncracy - Todd Rundgren
- Tonight I'm Yours - Rod Stewart
- Bill Wyman - Bill Wyman